# Fujieda MYFC
Fujieda MYFC (藤枝MYFC?) är ett fotbollslag från Fujieda i Shizuoka prefektur, Japan. Laget spelar för närvarande (2020) i lägsta proffsligan J3 League. MYFC ägs av medlemmarna och man kan köpa en del i klubben.

## Placering tidigare säsonger
| Säsong | Nivå | Liga      | Placering | Referens | Notering |
| ------ | ---- | --------- | --------- | -------- | -------- |
| 2014   | 3    | J3 League | 11        | [ 1 ]    |          |
| 2015   | 3    | J3 League | 10        | [ 2 ]    |          |
| 2016   | 3    | J3 League | 7         | [ 3 ]    |          |
| 2017   | 3    | J3 League | 7         | [ 4 ]    |          |
| 2018   | 3    | J3 League | 16        | [ 5 ]    |          |
| 2019   | 3    | J3 League | 3         | [ 6 ]    |          |
| 2020   | 3    | J3 League | 10        | [ 7 ]    | Pandemin |
| 2021   | 3    | J3 League | 10        | [ 8 ]    | Pandemin |
| 2022   | 3    | J3 League | 2         | [ 9 ]    | Pandemin |
| 2023   | 2    | J2 League | 12        | [ 10 ]   |          |
| 2024   | 2    | J2 League | 13        | [ 11 ]   |          |

## Trupp 2022
Aktuell 23 april 2022.
| Nr | Land  | Pos | Namn                                      |
| -- | ----- | --- | ----------------------------------------- |
| 1  | Japan | MV  | Takuya Sugimoto                           |
| 2  | Japan | F   | Nobuyuki Kawashima                        |
| 3  | Japan | F   | Shota Suzuki                              |
| 4  | Japan | F   | Takashi Akiyama                           |
| 5  | Japan | MF  | Yudai Iwama                               |
| 6  | Japan | F   | Keisuke Ogasawara                         |
| 7  | Japan | MF  | Jun Suzuki                                |
| 8  | Japan | A   | Ryota Iwabuchi                            |
| 9  | Japan | A   | Tsugutoshi Oishi                          |
| 10 | Japan | A   | Yuki Oshitani                             |
| 11 | Japan | A   | Takuya Miyamoto                           |
| 13 | Japan | MF  | Kenta Hori                                |
| 14 | Japan | MF  | Ren Shibamoto (lån från Gamba Osaka)      |
| 15 | Japan | MF  | Masahiko Sugita                           |
| 16 | Japan | F   | Kaito Kamiya (lån från Kawasaki Frontale) |
| 19 | Japan | A   | Naoto Miki (lån från Júbilo Iwata)        |

| Nr | Land      | Pos | Namn               |
| -- | --------- | --- | ------------------ |
| 18 | Japan     | MF  | Taisuke Mizuno     |
| 20 | Japan     | A   | Takato Nakai       |
| 21 | Japan     | MV  | Hiromichi Sugawara |
| 22 | Japan     | F   | Ryosuke Hisadomi   |
| 23 | Japan     | F   | Hayato Nukui       |
| 24 | Japan     | MF  | Tojiro Kubo        |
| 25 | Brasilien | F   | Kauan              |
| 26 | Japan     | MF  | Akiyuki Yokoyama   |
| 27 | Japan     | MF  | Keigo Enomoto      |
| 28 | Japan     | MF  | Koki Matsumura     |
| 29 | Brasilien | MF  | Pedro              |
| 33 | Japan     | MF  | Shohei Kawakami    |
| 35 | Japan     | MV  | Kei Uchiyama       |
| 40 | Japan     | MV  | Takuma Narahashi   |
| 42 | Japan     | MF  | Masaki Kaneura     |